# Hieraaetus
Hieraaetus es un género de aves rapaces de la familia de los accipítridos (Accipitridae) que habita gran parte de Eurasia, Australia y Nueva Guinea. 

## Especies
Según la clasificación del COI las siguientes especies forman parte del género Hieraaetus:
| Especie                | Nombre común          |
| ---------------------- | --------------------- |
| Hieraaetus wahlbergi   | águila de Wahlberg    |
| Hieraaetus pennatus    | águila calzada        |
| Hieraaetus morphnoides | aguililla australiana |
| Hieraaetus weiskei     | aguililla papúa       |
| Hieraaetus ayresii     | águila-azor de Ayres  |

ITIS, por su lado, reconoce las siguientes especies:
| Especie                | Descriptor                   |
| ---------------------- | ---------------------------- |
| Hieraaetus ayresii     | Gurney, 1862                 |
| Hieraaetus dubius      |                              |
| Hieraaetus fasciatus   | Vieillot, 1822               |
| Hieraaetus kienerii    | Geoffroy Saint-Hilaire, 1835 |
| Hieraaetus morphnoides | Gould, 1841                  |
| Hieraaetus pennatus    | J. F. Gmelin, 1788           |
| Hieraaetus spilogaster | Bonaparte, 1850              |

La especie extinta Harpagornis moorei, conocida como águila de Haast, fue reclasificada como miembro de este género gracias a la evidencia de los análisis moleculares.

## Taxonomía
Tradicionalmente se han ubicado dentro de este género una serie de águilas parecidas a las del género Aquila pero con menor tamaño. De este modo en la clasificación de Sibley-Monroe (1990) se consideraban dentro de este género las siguientes especies:
- Hieraaetus ayresii
- Hieraaetus fasciatus
- Hieraaetus kienerii
- Hieraaetus morphnoides
- Hieraaetus pennatus
- Hieraaetus spilogaster

Sin embargo, investigaciones genéticas de principios del presente siglo mostraron que las cuatro primeras especies eran polifiléticos y se encontraban más cerca de determinadas especies del género Aquila, que del resto de su grupo tradicional. Esto creaba un problema taxonómico, ya que el águila calzada (Hieraaetus pennatus) es la especie tipo de Hieraaetus, y si se consideraba dentro del género Aquila, había que asignar al resto un nombre genérico diferente.
A veces las especies de ambos géneros se han clasificado dentro de Aquila, como de hecho aparece en la clasificación de Clements 5ª Edición (2005).
Christidis & Boles (2008) proponen un enfoque alternativo. Aceptando que tanto Aquila como Hieraaetus eran grupos polifiléticos, mueven a spilogaster y fasciatus de Hieraaetus a Aquila, y en sentido contrario, de Aquila a Hieraaetus, a wahlbergi. Esta solución ha sido aceptada en gran medida.
Se estableció además que Hieraaetus kienerii no pertenecía a ninguno de los dos grupos, y por lo tanto fue trasladado a un género nuevo: Lophotriorchis.
Tradicionalmente, y también según la clasificación de Clements 6ª Edición (2009), Hieraaetus weiskei es en realidad una subespecie de Hieraaetus morphnoides.